# البيرة (الباب)
البيرة  قرية سوريّة تتبع إداريّاً لمحافظة حلب منطقة الباب ناحية تادف، بلغ تعداد سكانها 447 نسمة حسب التعداد السكاني لعام 2004.